# 瑞斯·普里斯特蘭
瑞斯·普里斯特蘭（英語：Rhys Priestland；1987年1月9日—）是一位威爾斯橄欖球運動員。他是威爾斯國家橄欖球隊的一員，代表威爾斯參加了2015年世界盃橄欖球賽。